# 렌 버먼
레너드 "렌" 버먼(Leonard "Len" Birman, 1932년 9월 28일 ~ )은 캐나다의 배우, 텔레비전 배우이다.

## 영화
- 미로의 끝 (1990년)
- 제3의 침입자 (1986년)
- 캡틴 아메리카 (1979년)
- 별들의 전쟁(영어판) (1979년)
- 달라스 (1978년)
- 실버 스트릭 (1976년) - 도널드슨 역
- 우리 생애 나날들 (1965년)